# Tandem – In welcher Sprache träumst Du?
Tandem – In welcher Sprache träumst Du? (Originaltitel Langue Étrangère, dt.: „Fremdsprache“) ist ein Spielfilm von Claire Burger aus dem Jahr 2024. Die Tragikomödie handelt von einer französischen Jugendlichen, die ihre gleichaltrige Brieffreundin aus Deutschland besucht und sich in diese verliebt. Die Hauptrollen übernahmen Lilith Grasmug und Josefa Heinsius. Die europäische Koproduktion zwischen Frankreich, Deutschland und Belgien wurde Mitte Februar im Rahmen der 74. Berlinale uraufgeführt.

## Handlung
Die 15-jährige Fanny lebt in Straßburg. Sie ist schüchtern und einsam. Als sie für einen Sprachaustausch nach Deutschland reist, lernt sie in Leipzig ihre Brieffreundin Lena kennen. Entgegen ihren eigenen Erwartungen werden die beiden Mädchen Freundinnen. Fanny verliebt sich in die politisch engagierte Teenagerin. Um ihre deutsche Freundin zu verführen, erfindet sie ihre Biografie neu. Bald schon beginnt sich Fanny in ihren eigenen Lügen zu verstricken.

## Veröffentlichung
Die Uraufführung des Films fand am 19. Februar 2024 im Rahmen der Internationalen Filmfestspiele Berlin statt. Dort wurde der Beitrag in den Hauptwettbewerb aufgenommen.
Der reguläre Kinostart in Frankreich begann am 11. September 2024 im Verleih von Ad Vitam. In Deutschland kam der Film am 24. Oktober 2024 in die Kinos.

## Auszeichnungen
Tandem – In welcher Sprache träumst Du? erhielt eine Einladung in den Wettbewerb um den Goldenen Bären, den Hauptpreis der Berlinale.